# Сапе (Родопи)
Са́пе (греч. Σάπαι ή Σάπες, тур. Şapçı — Шапчи) — малый город в Греции. Расположен на высоте 101 метр над уровнем моря, в 27 километрах к юго-востоку от Комотини, в 236 километрах к северо-востоку от Салоник и в 378 километрах к северо-востоку от Афин. Административный центр общины (дима) Марония-Сапе в периферийной единице Родопи в периферии Восточной Македонии и Фракии. Население 3351 жителей по переписи 2011 года.
Название происходит от сапеев (Σαπαίοι), фракийского племени, о котором пишут Геродот и Павсаний. По другой версии название происходит от квасцов (тур. şap). Квасцы использовались при квасцевании в местном кожевенном производстве. Согласно путешественнику XVIII—XIX веков Франсуа Пуквилю в Сапе шла добыча квасцов.
Упоминается османским путешественником XVII века Эвлией Челеби. Он пишет о 200 каменных домах и двух мечетях.
В XIX—XX веках в город переселились жители соседней деревни Каситеры (Κασσιτερά; Kalaycidere — Калайджидере), преимущественно болгары.
В городе проживает примерно 1500 мусульман, есть две мечети.
По западной окраине города проходит национальная дорога 2.

## Сообщество Сапе
Сообщество Сапе (Κοινότητα Σαπών) создано в 1924 году (ΦΕΚ 194Α), в 1946 году (ΦΕΚ 290Α) создана одноимённая община (Δήμος Σαπών). В сообщество Сапе входят 8 населённых пунктов. Население 4988 жителей по переписи 2011 года. Площадь 118,286 квадратных километров.
| Наименование | Население (2011), человек |
| ------------ | ------------------------- |
| Арсакион     | 660                       |
| Аэтокорифи   | 87                        |
| Велкион      | 329                       |
| Каситера     | 17                        |
| Протатон     | 278                       |
| Сапе         | 3351                      |
| Хамилон      | 179                       |
| Цифликион    | 87                        |

## Население
| Год  | Население, человек |
| ---- | ------------------ |
| 1991 | 2334               |
| 2001 | 3812               |
| 2011 | ↘ 3351             |